# مایکل تودورا
مایکل تودارو (به انگلیسی: Michael Paul Todaro)(زاده چهاردهم مه۱۹۴۲) اقتصاددان آمریکایی و پیشگام و نظریه‌پرداز در زمینه اقتصاد توسعه است. تودارو در سال ۱۹۶۸ در رشته اقتصاد مشاغل شهری در کشورهای کمتر توسعه یافته با ارائه تحلیلی از تقاضا و عرضه، دکترای اقتصاد را از دانشگاه ییل در سال ۱۹۶۸ کسب کرد. او به مدت ۱۸ سال تمام استاد اقتصاد در دانشگاه نیویورک بود و به مدت سی سال دانشیار ارشد در شورای جمعیت در آمریکا است.